# جهاز معلوماتي

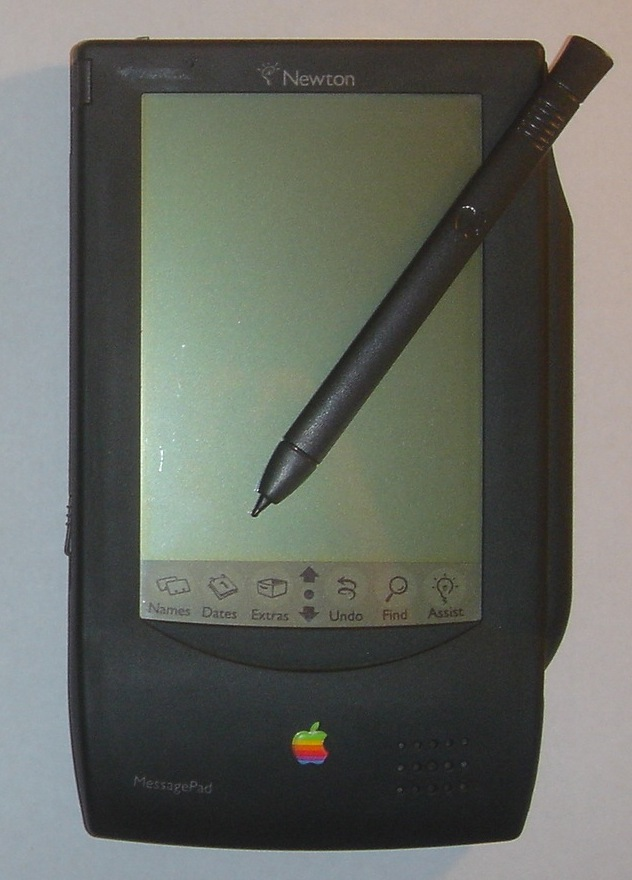

جهاز معلوماتي (بالإنجليزية: Information appliance)‏ هو أي آلة أو أداة قابل للاستخدام لأغراض الحوسبة والاتصال وتقديم المعلومات المشفرة في تطبيقات وأشكال كثيرة. وغالبا يشير هذا المصطلح إلى الجهاز الذي يتمتع بوظيفة ذات صلاحية استخدام مثل تشغيل الموسيقى والتصوير الفوتوغرافي وتحرير النص. من أمثلتها الهواتف الذكية والمساعدات الرقمية الشخصية.